# Donja Zdenčina
Donja Zdenčina – wieś w Chorwacji, w żupanii zagrzebskiej, w gminie Klinča Sela. W 2011 roku liczyła 1009 mieszkańców.